# Centromyrmex congolensis
Centromyrmex congolensis är en myrart som beskrevs av Weber 1949. Centromyrmex congolensis ingår i släktet Centromyrmex och familjen myror. Inga underarter finns listade.